# Gerrit van Houten

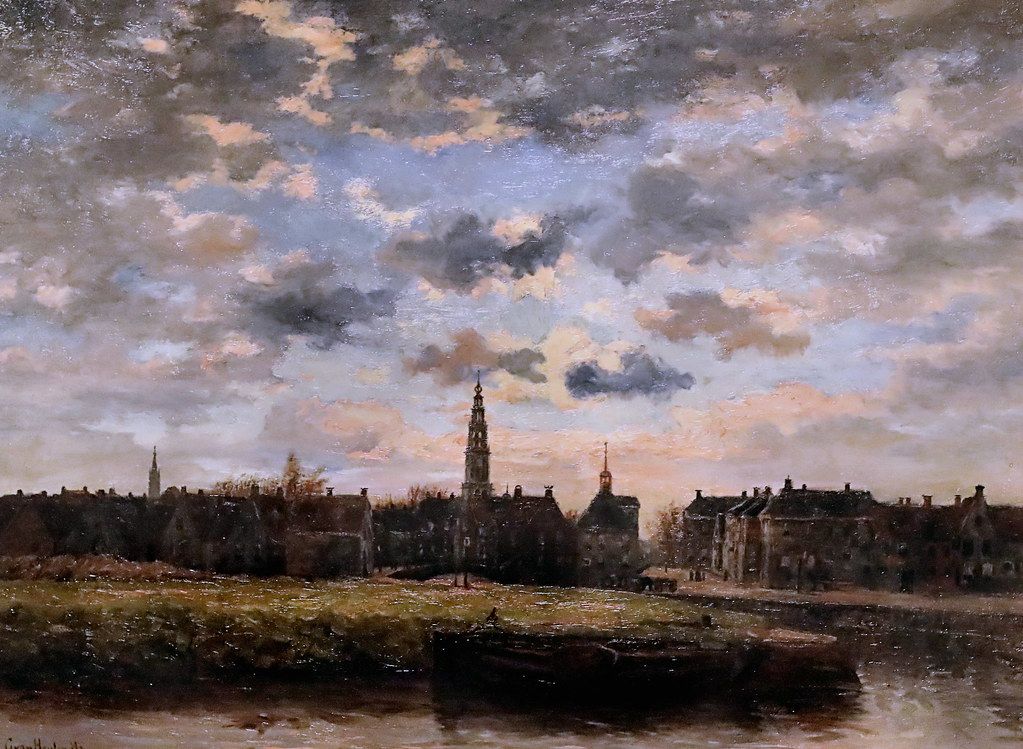
Groningen am Abend

Gerrit van Houten (* 29. August 1866 in Groningen; † 18. Januar 1934 in Santpoort-Noord) war ein niederländischer Landschaftsmaler, Aquarellist und Zeichner.   
Van Houten war ab 1882 Schüler der „Academie Minerva“ in Groningen unter der Leitung von Johannes Hinderikus Egenberger. Dem Rat seines Onkels, Hendrik Willem Mesdag folgend, wurde er von 1884 bis 1885 Student an der Koninklijke Academie van Beeldende Kunsten in Den Haag.
Er lebte und arbeitete in Groningen bis 1884, Den Haag bis 1885, Groningen bis 1886, Almelo bis 1887, Groningen 1887, Surhuisterveen ab 1887, Almelo 1892, dann in Santpoort. 
Er malte, aquarellierte und zeichnete meist Landschaften, Waldansichten in der Nähe von Groningen und Almelo und einige Studien bei Scheveningen, aber auch Blumen und Stillleben. Er gilt als Vertreter der Haager Schule.
Er nahm an Ausstellungen in Amsterdam und Groningen teil.
Das künstlerische Erbe des Malers Gerrit van Houten wird von der Gerrit van Houten Stiftung verwaltet. Diese wurde am 24. August 1945 in Groningen gegründet und soll das Werk von Gerrit van Houten zusammenhalten und bekannt machen. 